# João Pedro (calciatore 1951)
João Lopes Pedro, meglio noto come João Pedro e negli Stati Uniti come John Pedro (2 gennaio 1951 – Lisbona, 1º febbraio 1981), è stato un calciatore portoghese.